# Куров, Владимир Васильевич
Владимир Васильевич Куров (10 марта 1947) — игрок в хоккей с мячом, хоккей на траве. мастер спорта СССР.

## Биография и спортивная карьера
Родился 10 марта 1947 года в Комсомольске-на-Амуре. Начал играть в 1958 году в Ульяновске в местной детской команде «Динамо», первые тренеры — Василий Куров (отец) и Николай Гунин. Выступал за команды «Волга» Ульяновск и «Локомотив» Иркутск. Один из ведущих игроков «Волги» на протяжении многих лет. Хорошо владел обводкой, отличался оригинальными решениями в завершении атак. Начинал правым нападающим, однако лучшие свои качества сумел раскрыть перейдя в 1970 году в центр атаки. Хорошо играл в хоккей на траве. В 1969 и 1970 годах выступал за сборную СССР по хоккею на траве, участник чемпионата Европы 1970 года. Неплохо играл в футбол.
После завершения игровой карьеры работал тренером, главным тренером и начальником команды «Волга». Внёс значительный вклад в развитие хоккея с мячом в Ульяновске.

## Достижения

### хоккей с мячом
— Спартакиада народов РСФСР — 1966, 1970 

 — Серебряный призёр чемпионата СССР — 1972

 — Бронзовый призёр чемпионата СССР — 1976, 1977 

В списки 22 лучших игроков сезона входил 1 раз — 1976 

### хоккей на траве
— Чемпион СССР — 1970, 1971, 1974 

 — Серебряный призёр чемпионата СССР — 1972, 1976 

 — Бронзовый призёр чемпионата СССР — 1975 

## Личная жизнь
Отец, Василий Георгиевич (1918—1996) — игрок в хоккей с мячом и футбол, тренер, много лет выступал и работал в Ульяновске, а также в других городах.